# Issuu
Issuu  est une plate-forme d'édition électronique gratuite pour les magazines, les catalogues et les journaux.

## Historique
Issuu a été fondée à Copenhague, au Danemark, en 2006 par Michael et Ruben Bjerg Hansen, Mikkel Jensen et Martin Ferro-Thomsen. Son logiciel a été utilisé pour un certain nombre de publications en ligne. En 2013, le nombre de pages vues pour l'entreprise atteignait sept à huit milliards par mois. Les publications sont disponibles en 30 langues différentes. En 2014, la société a publié Clip, un outil qui permet aux lecteurs de prendre un instantané de n'importe quelle partie d'une publication et de la partager sur les médias sociaux ou par courrier électronique. La même année, Issuu passait le cap des 80 millions de visiteurs uniques par mois, dont 32 millions provenant de recherches Web ou mobiles,. En 2014, il s'est également associé à LinkedIn pour une intégration du contenu Issuu dans leurs profils de base. En 2015, le nombre de visiteurs uniques s'élevait à environ 85 millions par mois et 21 millions de publications ont été publiées via Issuu (soit environ 15 000 nouvelles publications par jour).
Début 2013, la société a ouvert un bureau à Palo Alto, en Californie, et a choisi Joe Hyrkin pour PDG, anciennement de Reverb, Trinity Ventures et Yahoo!,. Elle y a rapidement déménagé son siège social car être au cœur de la Silicon Valley a été considéré plus stratégique pour nouer des partenariats en matière de médias sociaux et de distribution numérique que leurs liens traditionnels avec le monde de l’édition.

## Autre lecture
- (en) Lora Kolodny, « Venture Capital Dispatch: issuu Raises $10M to Become "YouTube" for Catalogs, Magazines », The Wall Street Journal,‎ 14 juillet 2014 (lire en ligne, consulté le 15 mars 2016)